# Regn

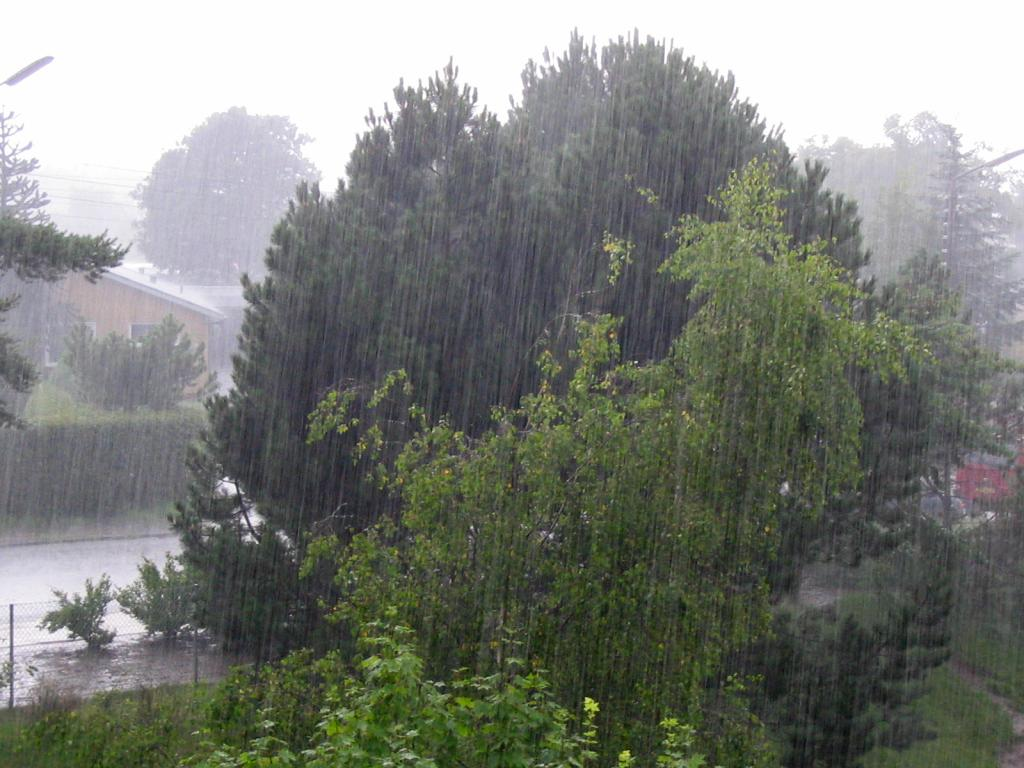
Regn

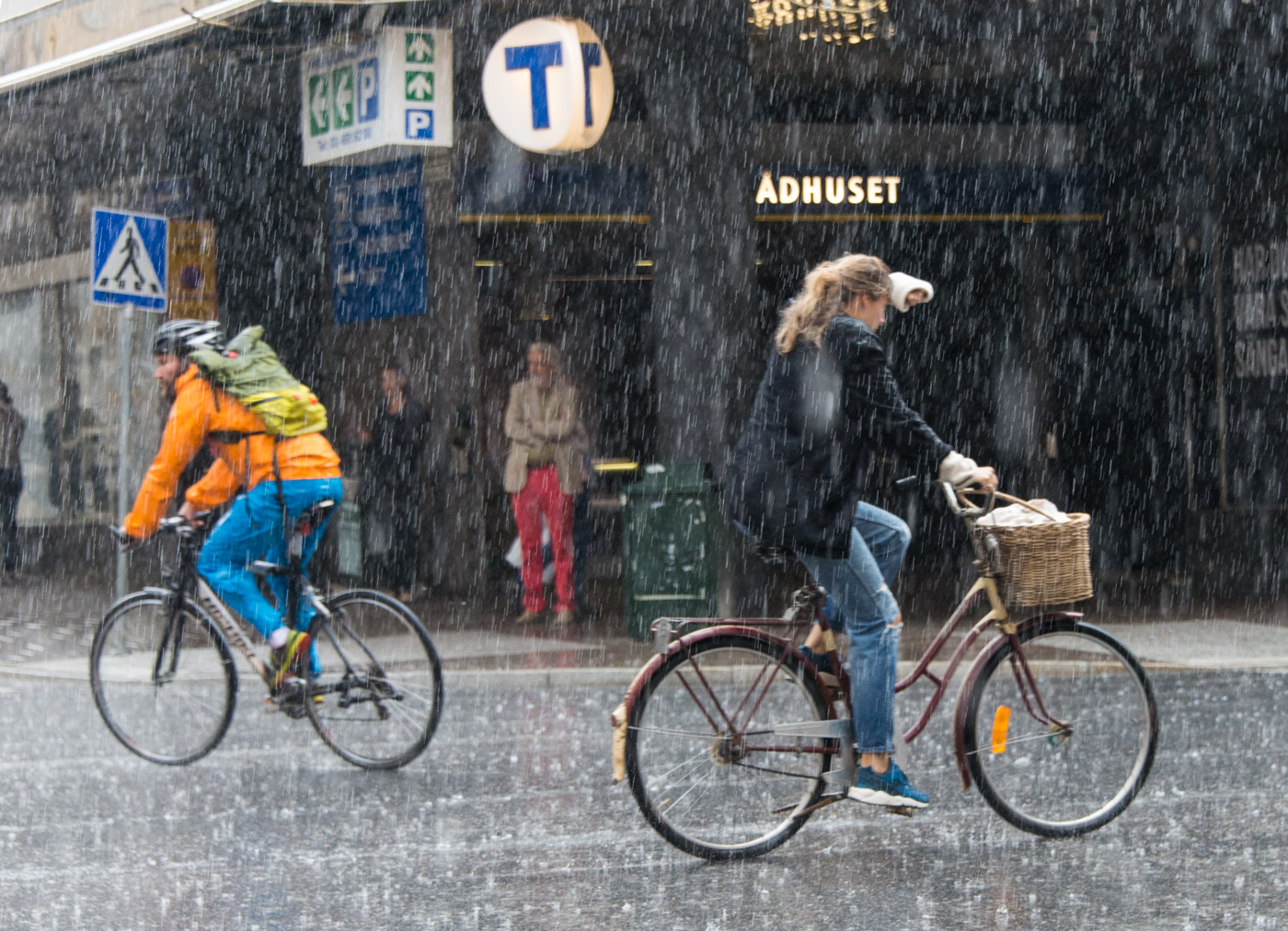
Störtskur över Stockholm sommaren 2015.

Regn är nederbörd som endast består av flytande vatten. Regndropparnas diameter varierar normalt mellan 0,5 och 5,0 mm, men kan i ovanliga fall bli ända upp till 10 mm innan de sönderfaller i mindre droppar. Regn är den nederbördsform som har störst betydelse som källa för färskt vatten i stora delar på jorden och som sådan en förutsättning för olika typer av ekosystem. Regn är globalt sett den viktigaste källan för vattenkraft och konstbevattning.

## Regnets uppkomst

A. Regndroppar är inte "droppformade" när de faller genom luften.
B. Väldigt små regndroppar är nästan sfäriska.
C. Större regndroppar blir tillplattade på undersidan på grund av luftmotståndet.
D. Stora regndroppar upplever mycket luftmotstånd, och de börjar därför bli instabila.
E. Väldigt stora regndroppar delas upp i mindre droppar på grund av luftmotståndet.

I moln finns små droppar av vatten med en diameter på cirka 10 µm. Dessa håller sig svävande med hjälp av svaga uppvindar som blåser inne i molnet. Regndroppar bildas av molndroppar som växer till i storlek och blir så tunga så att uppvindarna i molnet inte längre orkar hålla dem svävande. En molndroppe måste öka i storlek nästan en miljon gånger för att bilda en regndroppe. Det finns tre processer som svarar för molndropparnas tillväxt: kondensation, koalescens och bergeronprocessen.
Kondensation är orsaken till att molndropparna blivit till från första början. Genom att denna process fortsätter kan molndropparna växa. Man har dock visat att det kan ta flera dagar för denna process att bilda regndroppar. I verkligheten kan det börja regna redan cirka 30 minuter efter att ett moln bildats. Kondensation är dock viktig för tillväxt upp till en diameter av 20 µm.
Koalescens, eller kollisionstillväxt, är när flera små droppar slås samman till en större. Att molndropparna krockar beror ofta på en skillnad i storlek, vilket gör att de svävar olika mycket i molnet. Denna process är viktig i moln på temperatur över −10 °C.
Där moln bildas är dock temperaturen ofta lägre än −10 °C och de eventuella vattendroppar som finns då är underkylda. När ett sådant moln består av en blandning mellan iskristaller och vattendroppar kan nederbörd bildas av den så kallade bergeronprocessen. Denna mekanism bygger på att mättnadsångtrycket är lägre över is än över vatten. Detta leder till en snabb tillväxt av iskristaller på bekostnad av vattendroppar. Dessa iskristaller kan då bli tillräcklig stora för att börja falla. Regn bildas ofta av att snöflingor smälter på vägen ner från molnet. I genomsnitt behövs endast ett 300 meter högt luftlager med temperatur över 0 °C för att smälta snöflingor till regn.
När regndroppen lämnar molnet börjar den minska i storlek på grund av avdunstning. Om de fallande dropparna hinner försvinna helt innan de träffar marken kallas de för fallstrimmor. För att dropparna skall bli tillräckligt stora för att överleva hela vägen till marken krävs flera kilometer tjocka moln. Sådana moln är nimbostratus och cumulonimbus, vilka svarar för det mesta av regnproduktionen.
Större regndroppar har högre fallhastighet. Vid havsnivå, utan vind, faller droppar med diameter på 0,5 mm (duggregn) i en hastighet av ungefär 2 m/s, medan större droppar (5 mm) faller i ungefär 9 m/s.
Regndroppar avbildas ofta droppformade, men när de faller genom atmosfären är de dock inte det. Små regndroppar är sfäriska. Större regndroppar blir genom att de faller tillplattade av ett tryck från luften och börjar bilda en inbuktning i mitten. Till slut blir regndroppen fallskärmsliknande innan den faller sönder i mindre droppar.

### Konstgjort regn
Det är möjligt att skapa konstgjort regn eller att ”så” regn, som det även kallas. Metoden, som kom till efter andra världskriget, innebär att man sprutar kemikalier som silverjodid eller torris i ett vattenrikt moln så att vattendropparna fryser partiklarna. Besprutningen kan ske från flygplan eller genom beskjutning från marken. Partiklarna smälter på vägen och faller sedan ned som till synes vanlig nederbörd på marken. Metoden kan exempelvis användas för att rädda skördar i regnfattiga områden eller för att minska risken att ett oväder når fram till en specifik plats. Den är dock dyr och omdiskuterad. Kritikerna menar att den här typen av manipulering med atmosfären kan orsaka extrema vädermönster och anser att frågan ignorerats i klimatförändringsdebatten.
Enligt BBC-dokumentären Playing God with the Weather i serien The Science of Superstorms använde sig dåvarande Sovjetunionen av metoden för att skydda Moskva från radioaktiva regn efter kärnkraftsolyckan i Tjernobyl 1986. Sovjetunionen förnekade uppgifterna.
Kina är ett annat uppmärksammat land som använt sig av konstgjort regn.
Sedan 1950-talet har Kina lett hemliga forskningar kring metoden att manipulera moln. Inför OS-invigningen i Peking 2008 ville man försäkra sig om uppehållsväder och tusentals raketer sköts därför in i moln för att få regnet att falla i förtid.

## Olika typer av regn

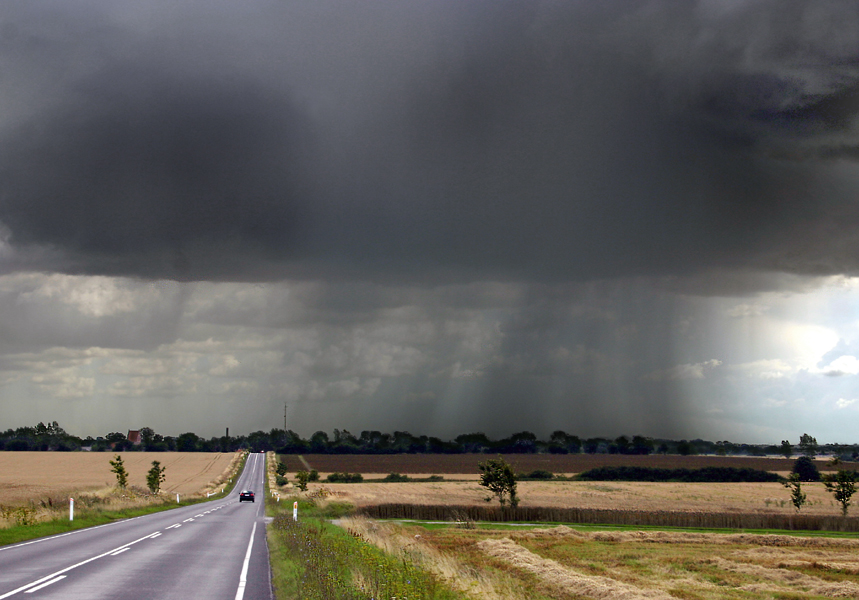
En regnskur vid horisonten i Danmark.

### Regnskur
En regnskur är en typ av konvektiv nederbörd som är kortvarig, ofta kraftig, och som börjar och slutar plötsligt. Regnskurar kan ställas i motsats till ihållande regn som har sitt ursprung i en väderfront. (Regnskurens motsvarighet hos nederbördsformen snö kallas snöby.)

### Duggregn
Duggregn är jämnt regn där vattendropparna har en diameter på mellan 0,1 och 0,5 mm. Om dropparna har större diameter är det vanliga regndroppar. Duggregn bildas vanligen ur stratusmoln som befinner sig på låg höjd och vattendropparna kan därmed inte växa till på grund av koalescens. På samma sätt som vanligt regn kan även duggregn vara underkylt.

### Underkylt regn
Regn med droppar som har en temperatur under 0 °C vid nedslag kallas underkylt regn. Regn som har en temperatur över 0 °C men som faller på ett underlag med temperatur under 0 °C och därmed fryser till is kallas frysande regn.

### Kraftiga regn
Kraftiga regn kallas normalt i folkmun för skyfall där ihållande skyfall, eller övrigt stora regnmängder, ofta orsakar översvämningar. Främst tropikerna drabbas stundom av svåra översvämningar, under särskild säsong kallad monsun, men även platser i Skandinavien kan utsättas - dock långt ifrån så allvarligt som i tropikerna. Åskladdade moln är kända för att kunna orsaka särskilt stora, lokala, variationer i regnmängd. I Skandinavien är det även vanligt att kraftigare nederbörd faller ju större temperaturskillnad det är i ett nederbördsområde kring en väderfront mellan två luftmassor.

## Regnets pH-värde
Vanligtvis har regn ett pH precis under 6. Det på grund av att atmosfärisk koldioxid löses upp i droppen och formar en mindre mängd kolsyra, vilket ger lägre pH. I vissa öknar, innehåller luftburen sand tillräckligt mycket kalcium för att höja pH-värdet till neutral, och kanske till och med basiskt. Regn med pH under 5,6 räknas som surt regn.

## Regnets betydelse

### Effekt på jordbruk

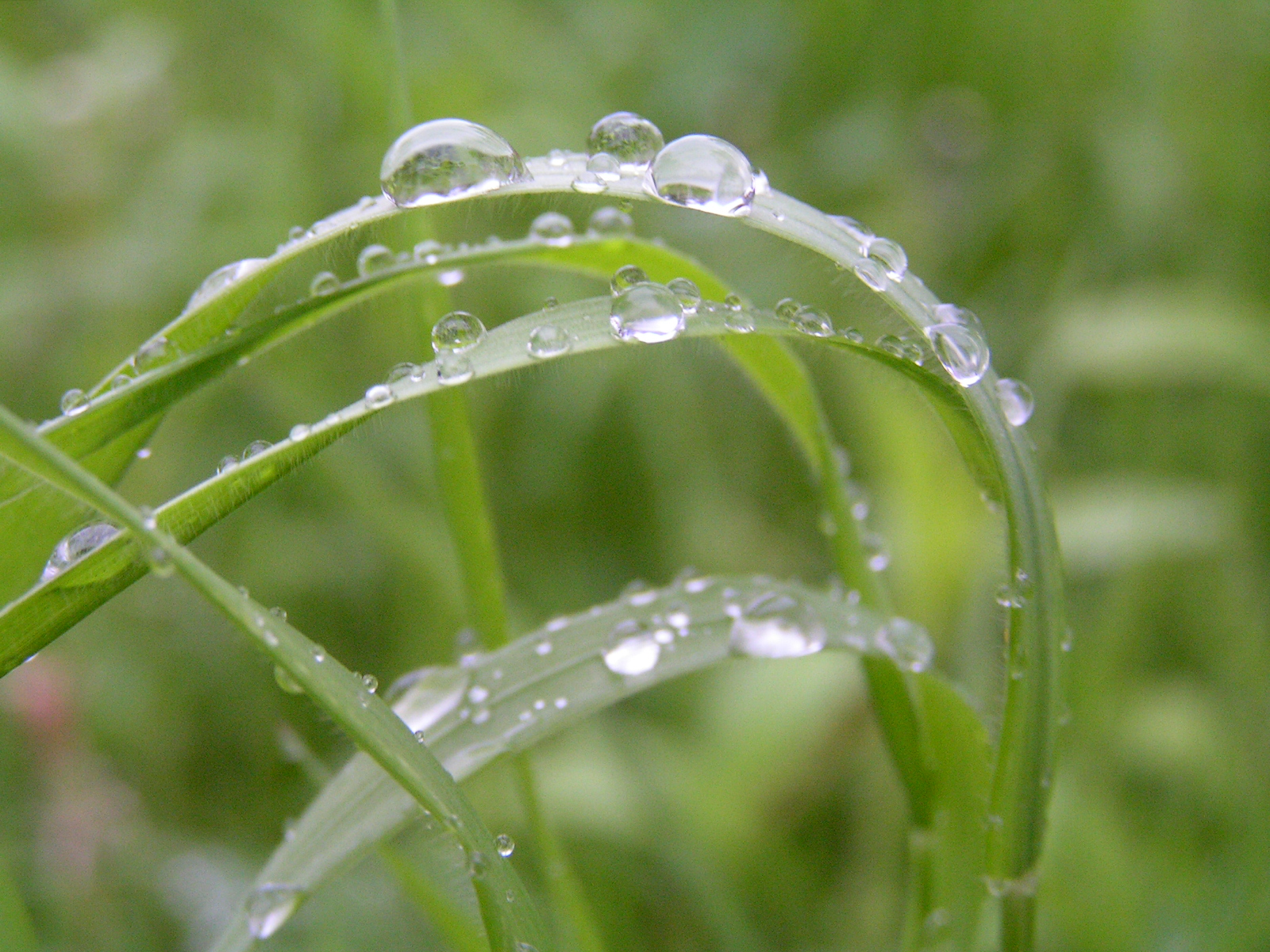
Vattendroppar på gräs efter ett regn.

Nederbörd, speciellt regn, har en mycket stor betydelse för jordbruket. Nästintill alla växter behöver vatten för att överleva, därför är regn (som är det effektivaste sättet att vattna på) viktigt för jordbruket. Normal nederbörd är oftast bra för växterna, men för mycket och för lite regn kan vara skadligt för växterna, till och med förödande för skörden. Torka kan förstöra skörden för många bönder, medan ovanligt mycket regn kan skapa sjukdomar och skadliga svampar.
Olika växter behöver olika mycket regnmängd för att överleva. Till exempel kaktusen behöver väldigt lite regn medan tropiska växter behöver väldigt mycket regn för att överleva.

### Kulturella aspekter
Människors attityd till regn skiljer sig åt runt om i världen. De delar av världen som har ett tempererat klimat har regn oftast en negativ innebörd (vilket bland annat kommer i uttryck i den engelska barnramsan Rain Rain Go Away) i motsats till den glada och värmebringande solen. Även i dessa områden kan dock en del kan uppfatta regn som romantiskt, tröstande eller estetiskt tilltalande. På torra platser på jorden, som exempelvis delar av Afrika, Australien, Indien, sydvästra delarna USA eller i Mellanöstern hälsas regnet med glädje. I Botswana används setswanaspråkets ord för regn, pula, som namn för nationens valuta, vilket visar på regnets betydelse för nationens ekonomi.
Många kulturer har utvecklat sätt att hantera regn och har utvecklat många typer av skyddskläder, som exempelvis paraplyer och regnkläder, och avledningsmekanismer som hängrännor och dagvattenbrunnar som leder vattnet till avloppssystem. Många föredrar att stanna inomhus när det regnar, speciellt där det är tropiskt klimat eftersom regn då oftast följs av åska. På en del platser samlar man regn direkt för dricksändamål, men det kräver ofta någon typ av rening då regn bestående av helt rent vatten är väldigt ovanligt.
Många upplever en distinkt och frisk luft omedelbart efter regnet. Geosmin, som är ett organiskt ämne producerat av mikroorganismer, är en viktig bidragsgivare till denna lukt. Den mänskliga näsan är mycket känslig för geosmin. Petrichor bidrar till lukten efter regn på platser med mycket lermineraler.